# Chaerephon pumilus
Tadarida pumila là một loài động vật có vú trong họ Dơi thò đuôi, bộ Dơi. Loài này được Cretzschmar-1831 miêu tả năm 1830.